# 만경강

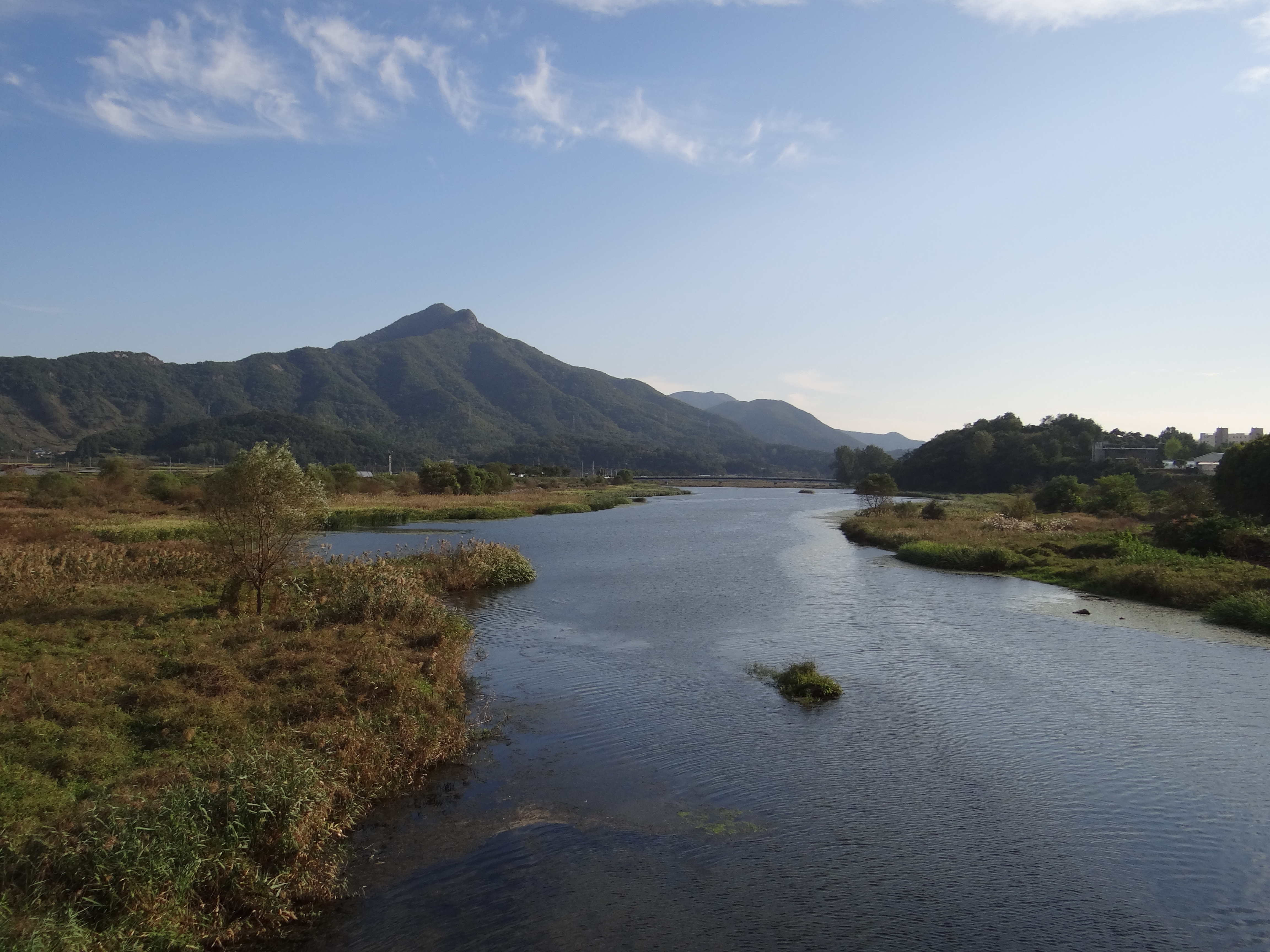

만경강(萬頃江)은 호남평야의 북부를 곡류하여 군산시와 김제시 사이에서 황해에 유입되는 전북특별자치도의 강이다.
발원지는 전북특별자치도 완주군 동상면 원등산 인근이며, 고산천, 소양천, 전주천 등 지류를 합치며 호남평야 북부를 가로지른다. 길이 80.86km, 유역 면적은1,602km2이며, 삼한 시대부터 관개와 수운에 많이 이용되었다. 과거에 신환포·목천포·사천리·춘포리 지역은 주요 선착장이었으며, 특히 출곡기에 많이 이용되었다. 황해에 유입되는 지점에서는 새만금 간척 사업이 진행 중이다. 하천 등급은 국가하천이며 금강권역 만경강 수계에 해당한다. 국가하천 구간은 전북특별자치도 완주군 고산면 고산천 합류지부터 전북특별자치도 김제시 진봉면의 새만금 사업지 까지이다.

## 지류
- 전주천 - 완주군 상관면 용암리 슬치에서 발원.
  - 국가하천 : 전주시 고량동 만경강 합류점에서 전주시 팔복동 삼천 합류점까지 : 약 7 km
  - 지방1급하천 : 전주시 팔복동 삼천 합류점에서 완주 상관면 수원천 합류점까지 : 약 15 Km
  - 지방2급하천 : 상관면 수원천 합류점에서 발원지까지 : 약 15 Km
- 소양천 - 완주군 소양면 신촌리 만덕산 북쪽계곡에서 발원
  - 국가하천 : 전주시 전미동 만경강 합류점에서 완주 용진읍 아중천 합류점까지 : 약 7 Km
  - 지방2급하천 : 완주군 용진읍 아중천 합류접에서 발원지까지 : 약 16km
- 삼천 - 완주군 구이면 백야리에서 발원. 최장 발원지는 구이면 안덕리 모악산에서 발원한 계월천이다.
  - 지방1급하천 : 완산구 서신동 전주천 합류점에서 완산구 중인동 독배천 합류점까지 7.5km
  - 지방2급하천 : 완산구 중인동 독배천 합류점에서 완주군 구이면 백야리 발원지까지. 21km
  - 계월천:삼천의 최장발원천.
- 탑천 - 익산시 금마면 신용리 미륵산에서 발원. 군산시 대야면 광교리에서 만경강에 합류. 27km
- 용암천 - 김제시 용지면 용암리, 부교리에서 발원. 공덕면 동계리에서 만경강에 합류. 14km
- 오산천 - 익산시 오산면 오산리에서 탑천에 연결, 오산면 목천리에서 만경강에 합류. 8km
- 목천포천 - 익산시 동산동에서 발원하여 목천동에서 만경강에 합류. 17km
- 마산천 - 완주군 이서면 은교리, 금평리에서 발원 김제시 백구면 마산리에서 만경강에 합류. 10 km
- 익산천 - 익산시 금마면 신용리 용화산에서 발원 춘포면 용연리에서 만경강에 합류. 16km
- 조촌천 - 전주시 완산구 상림동 천잠봉에서 발원 덕진구 화전동에서 만경강에 합류. 13 km
- 석탑천 - 봉동읍 제내리에서 발원 삼례읍 석전리에서 우산천에 합류. 10km
- 삼례천 - 봉동읍 성덕리에서 발원 삼례읍 해전리에서 만경강에 합류 8km
- 미제천 - 군산시 미룡동 미룡저수지. 회현면 월연리에서 만경강에 합류. 7km
- 우산천 - 완주군 봉동읍 은하리 봉실산에서 발원. 장기리에서 천호천과 연결. 삼례읍 삼례리에서 만경강에 합류. 14km
- 주치천 - 고산면 양야리 서방산에서 발원. 고산면 남봉리에서 만경강에 합류. 7 km
- 천호천 - 비봉면 내월리 천호산에서 발원 고산면 어우리에서 만경강에 합류. 11.5 km
- 고산천 - 완주군 화산면 운산리 옥녀봉, 함박봉에서 발원하여 고산면 삼기리에서 만경강에 합류. 22km
- 화전천 - 고산면 성재리 오도치에서 발원 성재리에서 만경강에 합류. 5km
- 시랑천 - 고산면 오산리 위봉산(서리봉) 북쪽계곡에서 발원 만경강에 합류. 6km
- 구룡천 - 운주면 구제리 9.5km
- 운문천 - 고산면 소향리 702고지 서쪽계곡에서 발원, 만경강에 합류. 7.5km
- 대아천 - 동상면 대아리 702고지 남쪽계곡에서 발원, 대아저수지에서 만경강에 합류. 6Km
- 수만천 - 동상면 수만리 원등산 북쪽계곡에서 발원, 동상저수지에서 만경강에 합류. 7km
- 용연천 - 동상면 신월리 연석산 북쪽계곡에서 발원, 동상저수지에서 만경강에 합류. 7km